# Habropogon deserticola
Habropogon deserticola är en tvåvingeart som beskrevs av Pavel Lehr 1960. Habropogon deserticola ingår i släktet Habropogon och familjen rovflugor. Inga underarter finns listade i Catalogue of Life.